# حريق كوبنهاجن (1728)
حريق كوبنهاجن عام 1728، هو أكبر حريق شهدته المدينة في تاريخها. اندلع الحريق مساء يوم 20 أكتوبر 1728 واستمر حتى صباح 23 أكتوبر من نفس العام. تسبب في تدمير حوالي 28٪ من مساحة المدينة حسب سجلات الأراضي، مما أدى إلى تشريد نحو 20٪ من سكانها. استمرت أعمال إعادة البناء حتى عام 1737. فقد ما لا يقل عن 47٪ من المناطق التي تعود للعصور الوسطى في المدينة نتيجة لهذا الحريق، مما يفسر قلة الآثار الوسطى التي يمكن العثور عليها في كوبنهاجن الحديثة، خاصةً بعد حريق آخر وقع عام 1795.
رغم أن عدد القتلى والجرحى كان منخفضًا نسبيًا مقارنة بحجم الحريق، إلا أن الخسائر الثقافية كانت فادحة للغاية. فقدت المكتبة الجامعية في كوبنهاجن نحو 35,000 كتاب، شملت العديد من الأعمال النادرة والفريدة. كما دُمرت الآلات والسجلات التي صنعها العالمان تايكو براهي وأولي رومر في المرصد الواقع أعلى برج رونديتارن، إلى جانب مجموعات كبيرة من الكتب الخاصة الأخرى.